# Humidicutis lewelliniae
Humidicutis lewelliniae är en svampart som först beskrevs av Károly Kalchbrenner, och fick sitt nu gällande namn av A.M. Young 2005. Humidicutis lewelliniae ingår i släktet Humidicutis och familjen Hygrophoraceae.   Inga underarter finns listade i Catalogue of Life.